# クーデター (映画)
『クーデター』（No Escape）は、2015年のアメリカ合衆国のアクションスリラー映画。監督・脚本はジョン・エリック・ドゥードル、出演はオーウェン・ウィルソン、レイク・ベル、ピアース・ブロスナンなど。
仕事のために妻子を連れて東南アジア某国へ赴任した矢先、その国でクーデターが勃発する非常事態に見舞われたアメリカ人技師の脱出劇を描いている。

## ストーリー
東南アジアの某国。この国にジャックが支援事業のために妻子を連れて赴任してきた翌日、彼は街で暴徒と警官隊の激しい衝突に巻き込まれる。命からがらその場から逃げだせたジャックは、この国でクーデターが起きたことを知る。クーデターを起こした反乱勢力は、政府だけではなく欧米外国人をも標的にしており、次々と外国人達が暴徒の手によって捕らえられ処刑されていく。ジャックは愛する家族を守るため、現地で知り合ったイギリス人のハモンドの助けを借りながら、国外への決死の逃亡を図る。

## キャスト
※括弧内は日本語吹替
- ジャック・ドワイヤー: オーウェン・ウィルソン（森川智之）

経営していた会社が倒産し、再就職のためにアジアへと飛び立った。カーディフ社に知識を買われて再就職できたが事件に巻き込まれてしまう。逃亡する際に道具を使って一時的にしのぐなど頭が切れる。普段は温厚だが自分にも他人にも厳しい一面があり緊急事態では自分が率先して動き、絶対に大事だったとはいえ身内をだまして危険なことをさせることもあった。
- アニー・ドワイヤー: レイク・ベル（北西純子）

ジャックの妻。
- ルーシー・ドワイヤー: スターリング・ジェリンズ（宇山玲加）

ジャックとアニーの長女。
- ビーズ・ドワイヤー: クレア・ギア（久野美咲）

ジャックとアニーの次女。ぬいぐるみで遊ぶのが好き。
- ハモンド: ピアース・ブロスナン（田中秀幸）

イギリス人。ジャックと協力する。実はMI6のエージェント。
- ケニー・ロジャース: サハジャック・ブーンタナキット（遠藤純一）

ハモンドの親友。
- 首相: ヴィチチャード・フォトフリン（遠藤純一）

物語冒頭で暗殺される。
- カーディフ社重役: マンフレッド・イルク（橋本雅史）
- コンシェルジェ: ノーファンド・ブーンヤイ（高橋大輔）

## 作品の評価
Rotten Tomatoesによれば、155件の評論のうち、高く評価しているのは47%にあたる73件にとどまっており、平均して10点満点中4.98点を得ている。
Metacriticによれば、33件の評論のうち、高評価は7件、賛否混在は15件、低評価は11件で、平均して100点満点中38点を得ている。